# Safet Butka
Safet Butka (ur. 10 sierpnia 1901 we wsi Butkë w okręgu Kolonja, zm. 19 września 1943 w Melçanie) – albański działacz narodowy i nauczyciel, jeden z założycieli organizacji Balli Kombëtar, ojciec historyka i polityka Urana Butki.

## Życiorys
Syn działacza narodowego i poety Saliha Butki. Po ukończeniu szkoły elementarnej w rodzinnej wsi kontynuował naukę w gimnazjum w Linzu, gdzie znalazł się pod opieką kuzyna Qemala Butki, późniejszego burmistrza Tirany. W 1928 ukończył studia filozoficzne na uniwersytecie w Grazu. W czasie studiów działał w studenckiej organizacji Albania, wspólnie z Aleksem Budą i Eqremem Cabejem. W Austrii wydał tom poezji Naima Frashëriego, a także studium poświęcone jego twórczości. W 1928 powrócił do Albanii i rozpoczął pracę nauczyciela we francuskim liceum w Korczy. W latach 1930–1931 w szkole handlowej we Wlorze, a następnie objął posadę dyrektora szkoły pedagogicznej w Gjirokastrze. Od 1935 pełnił funkcję dyrektora liceum w Tiranie, a także inspektora w  ministerstwie edukacji. Był inspiratorem przeniesienia do Albanii szczątków Naima Frasheriego ze Stambułu do Tirany, co nastąpiło w 1937 roku. Po agresji Włoch na Albanię wspólnie z Abasem Ermenjim zorganizował w Korczy manifestację patriotyczną w listopadzie 1939 za co został pozbawiony możliwości wykonywania zawodu i internowany na włoskiej wyspie Ventotene. Uwolniony w sierpniu 1942 powrócił do Albanii i związał się z ruchem oporu, działającym w rejonie Korczy.
Należał do grona założycieli organizacji Balli Kombëtar. W 1943 dowodzony przez niego oddział atakował włoskie magazyny wojskowe, a następnie kilkakrotnie organizował zasadzki na oddziały włoskie. 25 marca 1943 podległy mu oddział zaatakował Voskopoje, gdzie zdobyto magazyn broni i uwolniono więźniów zatrzymanych przez policję włoską. We wrześniu 1943 stoczył bitwę z oddziałami włoskimi pod wsią Pocestë. Współpracował z oficerami misji brytyjskiej, skierowanej do Albanii (David Smiley, Neil McLean), wraz z nimi brał udział w zasadzce na niemiecki konwój k. Barmashu (13 sierpnia 1943). 
Był inicjatorem współpracy z komunistycznym ruchem oporu - z jego inicjatywy doszło do spotkania w Mukje (Mukaj) w sierpniu 1943, który doprowadził do sformalizowania współpracy największych ugrupowań ruchu oporu. Kiedy komuniści wycofali się z zawartego porozumienia, Butka odebrał to jako osobistą porażkę i groźbę wojny domowej. Kiedy jego oddział został otoczony przez partyzantów komunistycznych Butka nie zgodził się na prowadzenie walk bratobójczych i 19 września 1943 popełnił samobójstwo we wsi Melçan k. Korczy. Pośmiertnie uhonorowany tytułem Męczennika za Demokrację (Martir i Demokracise), a w 2014 orderem Nderi i Kombit.

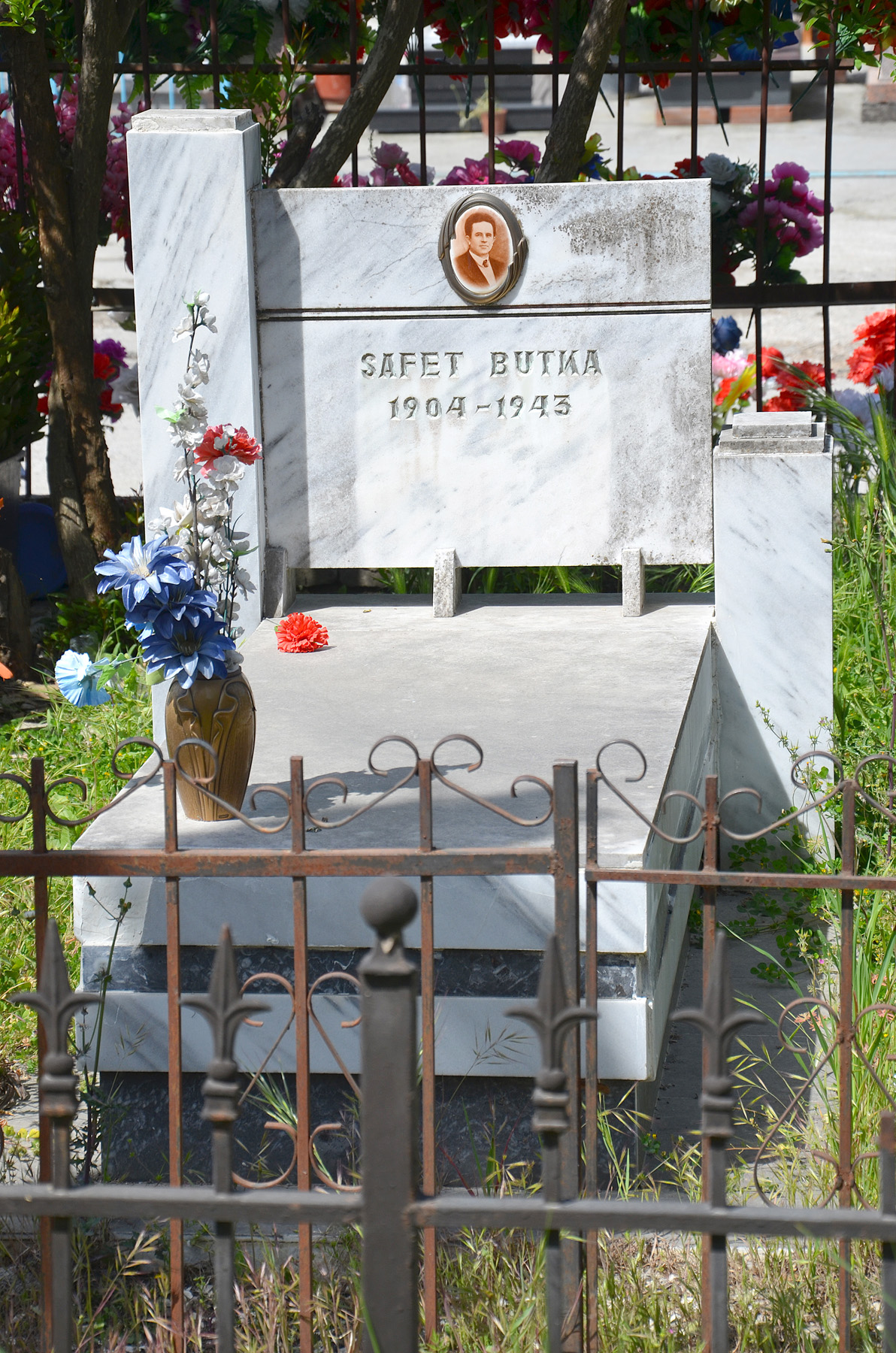
Grób Safeta Butki na cmentarzu Sharre

Był żonaty (w 1929 poślubił Hatixhe Lubonję), miał czworo dzieci (Sali, Iljaz, Uran i Tefta). Spoczywa na cmentarzu Sharre w Tiranie.